# Calçada de Santa Clara (Funchal)
A Calçada de Santa Clara é uma rua íngreme no Funchal, Madeira. Foi o Convento de Santa Clara que fez a Calçada ou, pelo menos, que a alargou, deixando esta de ser um carreiro apertado entre os muros do convento e as hortas e transformando-se num caminho ou rua.

## Galeria de imagens

Leiteiro na Calçada de Santa Clara, c. 1935
Carro de bois com turistas na Calçada, c. 1890
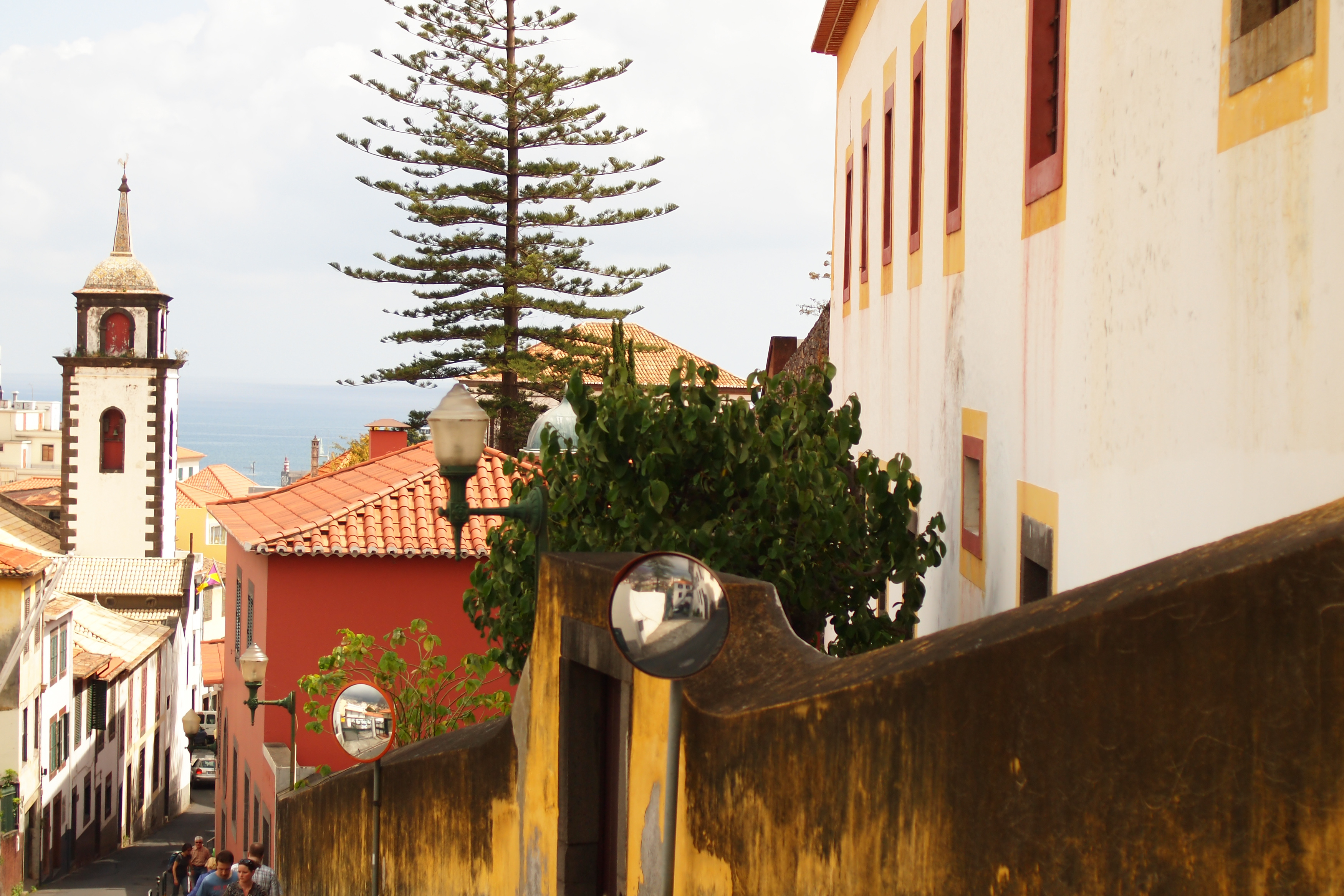
Calçada de Santa Clara com Igreja de São Pedro, ao fundo à esquerda, Casa Museu Frederico de Freitas, ao centro, e Convento de Santa Clara, à direita
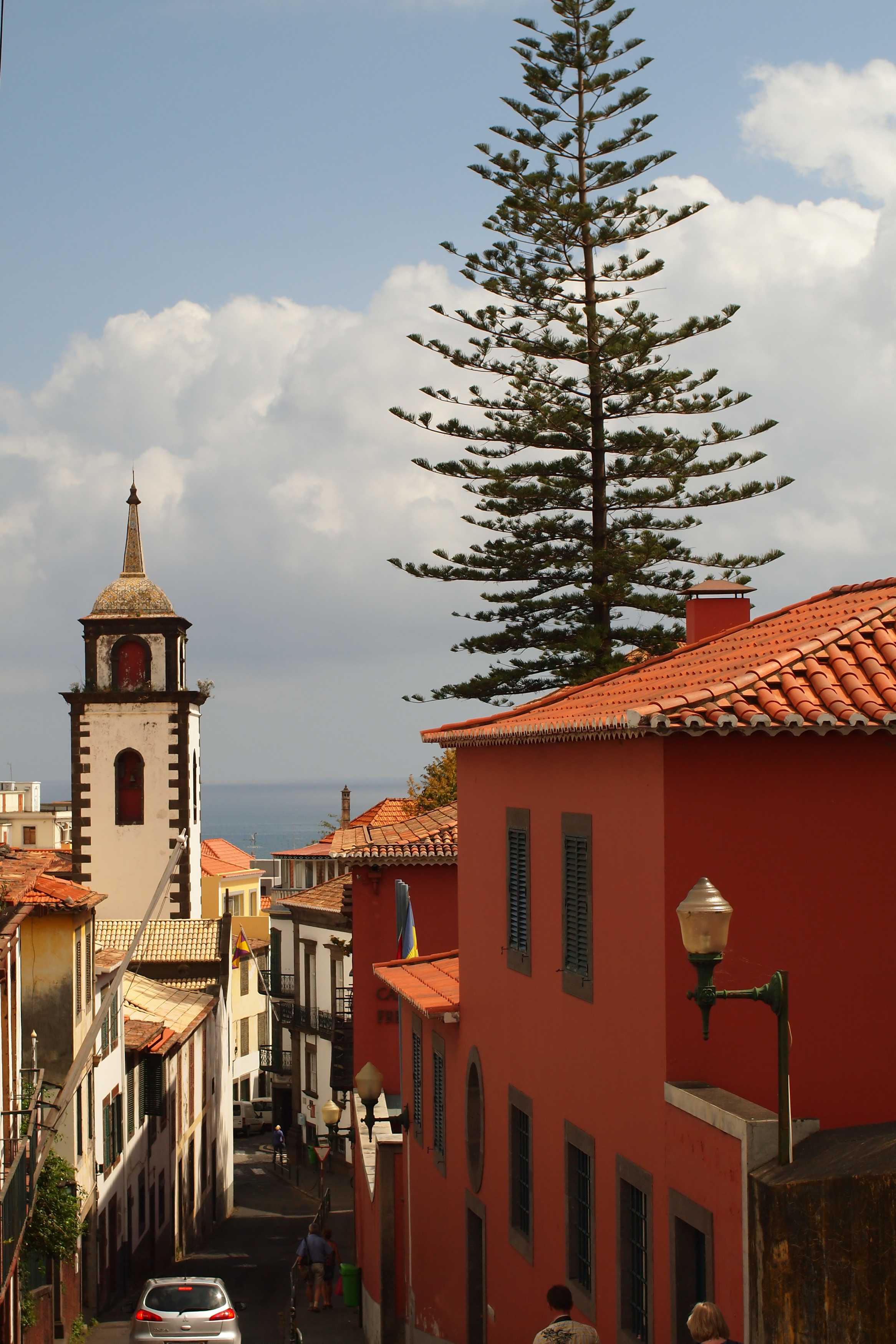
Calçada de Santa Clara com Igreja de São Pedro, ao fundo à esquerda, e Casa Museu Frederico de Freitas à direita